# 레윌리스

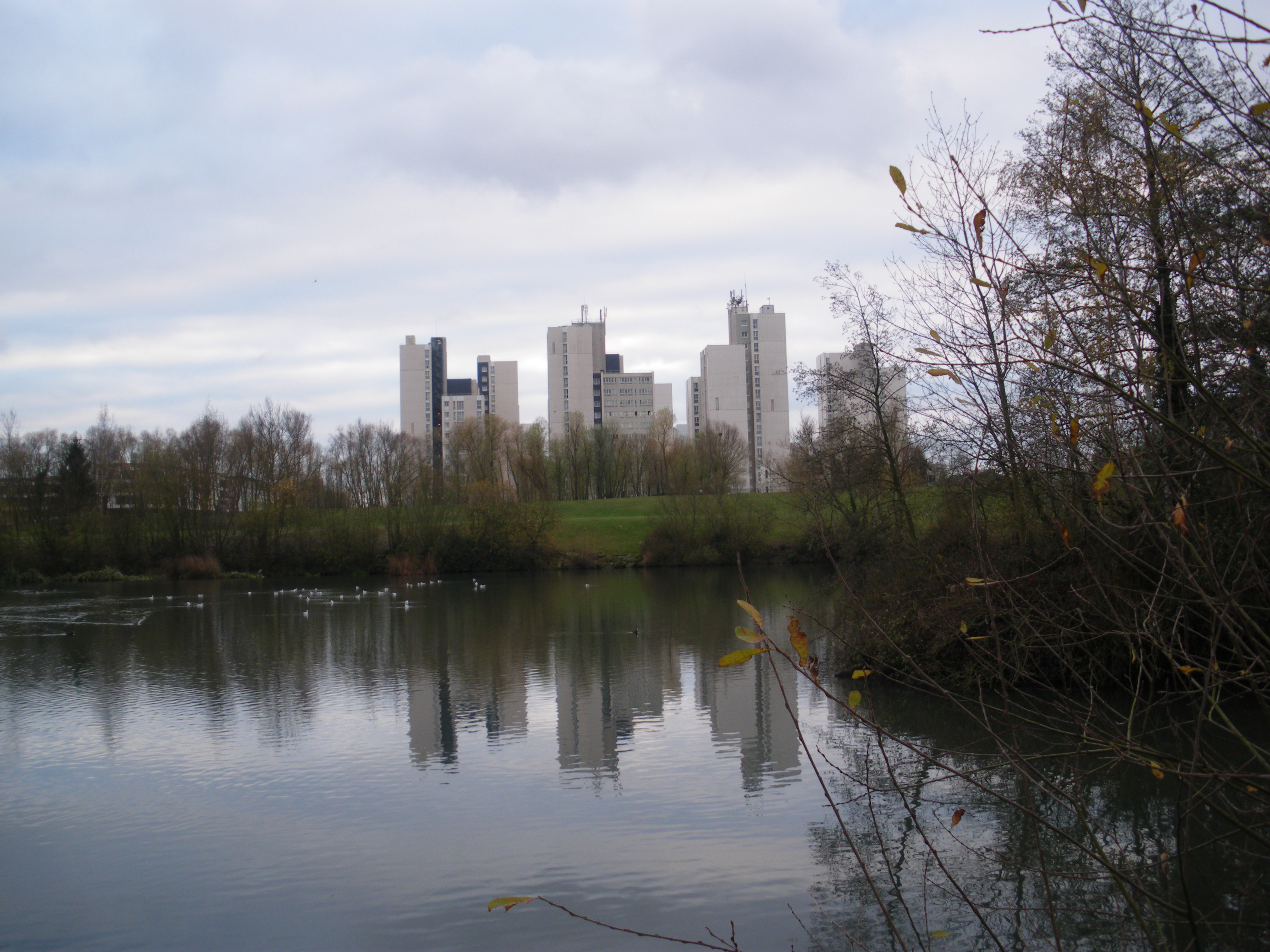
레윌리스

레윌리스(프랑스어: Les Ulis)는 프랑스 일드프랑스 에손주에 위치한 도시로 면적은 5.18km2, 인구는 24,791명(2006년 기준), 인구 밀도는 4,800명/km2이다. 파리에서 23km 정도 떨어진 곳에 위치한다.

시 문장

## 인구
| 연도        | 인구   | ±% p.a. |
| ----------- | ------ | ------- |
| 1975        | 20,316 | —       |
| 1982        | 28,256 | +4.83%  |
| 1990        | 27,197 | −0.48%  |
| 1999        | 25,785 | −0.59%  |
| 2007        | 24,528 | −0.62%  |
| 2012        | 24,783 | +0.21%  |
| 2017        | 25,208 | +0.34%  |
| 출처: INSEE |        |         |

## 같이 보기
- 에손주의 코뮌 목록